# Cristoforo I. Torelli
Cristoforo I. Torelli (* um 1409; † 6. März 1460 in Montechiarugolo) war ein Condottiere im Dienste der Visconti und der Sforza und Feudalherr. Er wurde, wie sein Vater, in der Kirche San Francesco in Mantua beigesetzt.

## Biographie

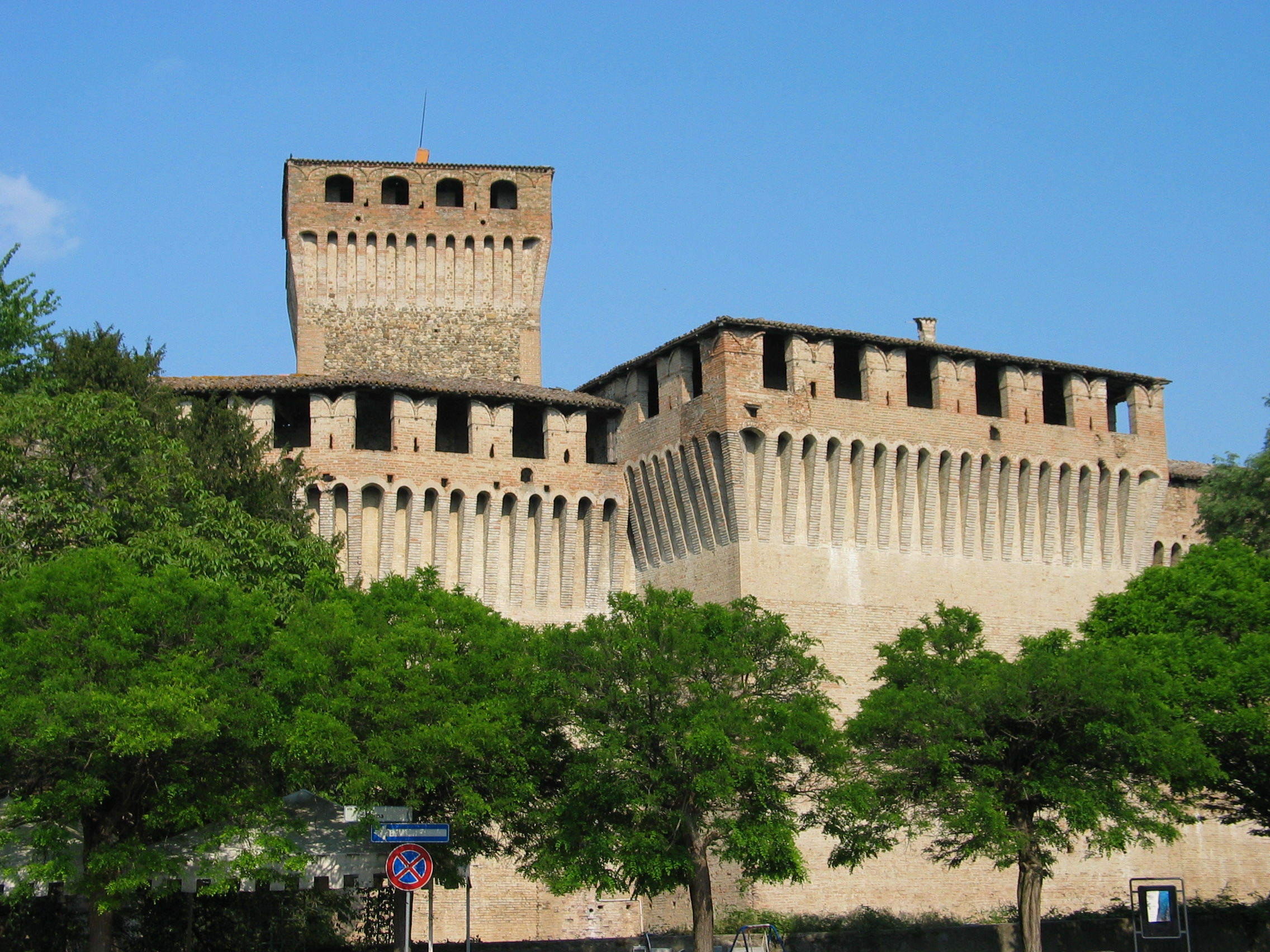
Burg Montechiarugolo

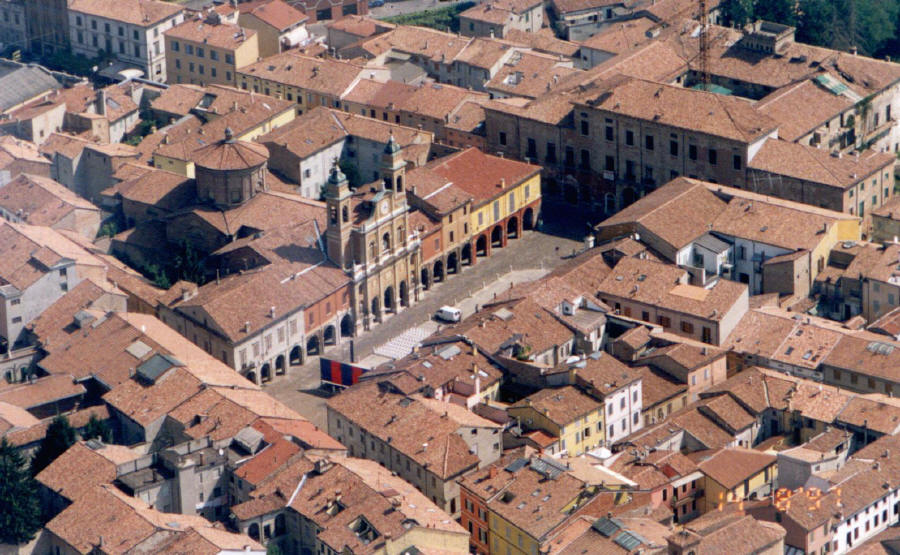
Guastalla, Piazza Mazzini mit Dom und Palast

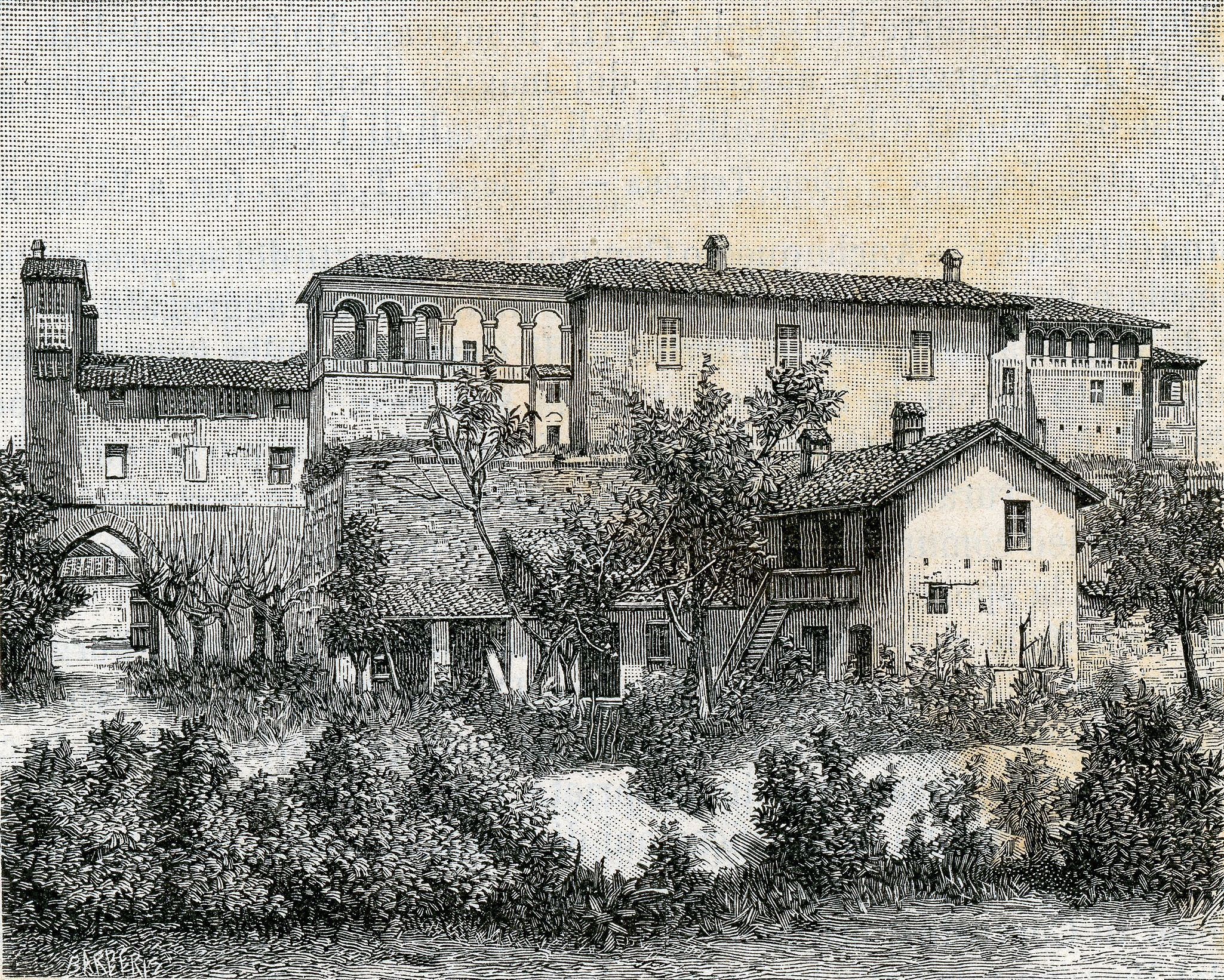
Schloss von Casei

Die Eltern von Cristoforo I. Torelli waren Guido Torelli und Orsina Visconti di Somma (1380–1451), Tochter des Antonio Visconti und der Anastasia Carcano.
Nach dem Tod seines Vaters regierte Cristoforo I. gemeinsam mit seinem Bruder Pietro Guido I. Torelli die Grafschaft Guastalla und Montechiarugolo. Aufgrund zunehmender familieninterner Spannungen kam es 1456 zu einer Erbteilung. Cristoforo I. erhielt das Kastell Montechiarugolo sowie das Castello di Casei als alleinigen Besitz. An den übrigen Besitztümern in der Grafschaft Guastalla und Montechiarugolo hatte er einen hälftigen Anteil, während die Allodialgüter aufgeteilt wurden. Einzig die Weiden bei Mezzano im Oltrepò Pavese blieben im gemeinsamen Besitz. Cristoforo I. ist der Stammvater der Torelli von Montechiarugolo, die 1840 mit Salinguerra Torelli (1774–1840) ausstarben.

## Militärkarriere
Cristoforo I. Torelli begann seine Militärlaufbahn im Jahr 1427 mit der Teilnahme an den Schlachten von Gottolengo und Maclodio. Er diente unter seinem Vater, den er in den folgenden Jahrzehnten als Truppenführer in Diensten Mailands nach und nach ablöste. Eine wichtige Rolle spielte er zwischen 1448 und 1450 bei der Konsolidierung der Sforza-Herrschaft in Mailand. In dieser Zeit führte er eines der größten Condotti mit 900 Reitern. Er war auch beim triumphalen Einzug von Francesco Sforza als Herzog von Mailand anwesend und gehörte in den folgenden Jahren mit den Gebrüdern Piccinino, Francesco (ca. 1407–1449) und Jacopo Piccinino (1423–1465), dem Markgrafen Guglielmo di Monferrato (1420–1483), Carlo Gonzaga (ca. 1415–1456) und Luigi Dal Verme (ca. 1390–1449) zu den wichtigsten Truppenführern Mailands.

## Familie
Cristoforo I. Torelli heiratete (1428) Taddea Pio, Tochter des Stadtherrn von Carpi, Marco I. Pio. Das Ehepaar hatte zahlreiche Kinder:
- Marcantonio (?–1462), Graf von Montechiarugolo 1460–1462
- Marsilio (?–1490), war vorerst Kleriker, Graf von Montechiarugolo 1462–1490. Er stand als Offizier und Staatsmann in Diensten der Sforza-Herzöge von Mailand. Verheiratet mit Paola Secco d’Aragona, Tochter des Grafen Francesco Secco d’Aragona[5] und der Caterina Gonzaga.
- Guido (?–1501), 2. Markgraf von Casei und Cornale, verheiratet (1494) mit Francesca Bentivoglio, Witwe des Galeotto Manfredi, Stadtherr von Faenza und Tochter des Sante Bentivoglio, Stadtherr von Bologna
- Francesco, Hauptmann im Dienste des Königreichs Neapel, ab 1469 bis zu seinem Tod Feudalherr von Rignano Garganico im Kapitanat. Francesco war verheiratet mit Margherita Orsini, Tochter des Raimondo Orsini, Herzog von Amalfi und Fürst von Salerno, und der Isabella Caracciolo
- Giovanni Antonio, Hauptmann im Dienste des Königreichs Neapel; verheiratet (1) mit Maria Castiglioni, Tochter des Grafen Pietrantonio Castiglioni und der Beltramina Parravicini, und (2) mit Giovanna Albertini, Tochter eines Patriziers aus Trani
- Giacomo („Giacomuzzo“) (?–1491), Hauptmann in mailändischen und später in neapolitanischen Diensten. Verheiratet (1475) mit Antonia Malaspina, Tochter des Spinetta Malaspina (1416–1478), Markgraf von Verrucola und Fivizzano, und der Ludovica Contrari aus dem Haus der Grafen von Vignola. Giacomo Torelli erwarb, wie sein Bruder Amoratto, durch Heirat Ansprüche auf die Markgrafschaft von Fivizzano, trat diese aber 1479 dem Dogen von Genova ab.
- Amoratto (?–10. August 1482), Condottiere, stand in mailändischen, neapolitanischen, florentinischen und venezianischen Diensten. Verheiratet (1474) mit Giacoma Malaspina, einer Schwester von Antonia Malaspina, die mit seinem Bruder Giacomo verheiratet war[6].
- Alda, verheiratet mit Giorgio Gonzaga (?–1487), Stadtherr von Novellara, Cortenova und Bagnolo
- Bernardina, verheiratet (um 1475) mit Battista II. Fregoso (1450–1504), 40. Doge der Republik Genua
- Anastasia, verheiratet (1453) mit Gian Ludovico Pallavicino, Markgraf von Cortemaggiore (1425–1481)[7].
- Eleonora, verheiratet mit Uguccione Rangoni, Stadtherr von Castelvetro und vielen weiteren Städten bei Modena, Graf von Borgofranco und Castelcrescente, Gouverneur von Reggio (1472)[8]
- Bianca, verheiratet mit Gian Antonio di Romagnano, Graf von Pollenzo
- Caterina, verheiratet (1, 1496) mit Graf Giovanni Anguissola (1469–1497), und (2) mit Giampietro I. Gonzaga, Graf von Novellara (1469–1515)